# José Américo Montanini
José Américo Montanini Ruetti (Buenos Aires, 4 de abril de 1933 - Bucaramanga, 20 de noviembre de 2023) fue un  futbolista argentino nacionalizado colombiano. Jugaba de delantero y su primer equipo fue el River Plate de Argentina, luego fue al fútbol colombiano en donde estuvo primero en el Atlético Bucaramanga, después tuvo un paso por el América de Cali y regresó al Atlético Bucaramanga, y allí fue donde más destacó al punto de que el estadio actualmente lleva su nombre, Estadio Américo Montanini.

## Trayectoria
Montanini se formó en las categorías inferiores de River Plate. En 1955 participó en una gira del River por Colombia y en 1956 fue contratado por Felipe Stemberg para el Atlético Bucaramanga en Colombia. 
Su debut para el equipo bumangués se produjo en un partido frente al Madureira de Brasil. En 1958 se proclamó máximo goleador del Campeonato Nacional con 38 goles, donde en el último partido, disputado el 21 de diciembre frente al Deportes Tolima, logró el tercer puesto para el conjunto bumangués en el campeonato.
En 1961, Adolfo Pedernera se lo lleva (trasferencia) al América de Cali donde jugó tres temporadas. Regresó al Atlético Bucaramanga donde acumuló 134 goles con la camiseta leoparada y del que finalmente se retiró en 1968.

## Clubes
| Club                 | País      | Año       |
| -------------------- | --------- | --------- |
| River Plate          | Argentina | 1951-1956 |
| Atlético Bucaramanga | Colombia  | 1956-1961 |
| América de Cali      | Colombia  | 1961-1963 |
| Atlético Bucaramanga | Colombia  | 1964-1968 |

## Palmarés

### Distinciones individuales
| Distinción                                         | Año  |
| -------------------------------------------------- | ---- |
| Máximo goleador del Campeonato Nacional Colombiano | 1958 |

Es el segundo máximo goleador del Clásico del oriente colombiano, con 13 goles, solo por detrás de José Omar Verdún, quien anotó en 18 ocasiones con la camiseta del Cúcuta Deportivo en dicho clásico.